# Antoni Sujkowski

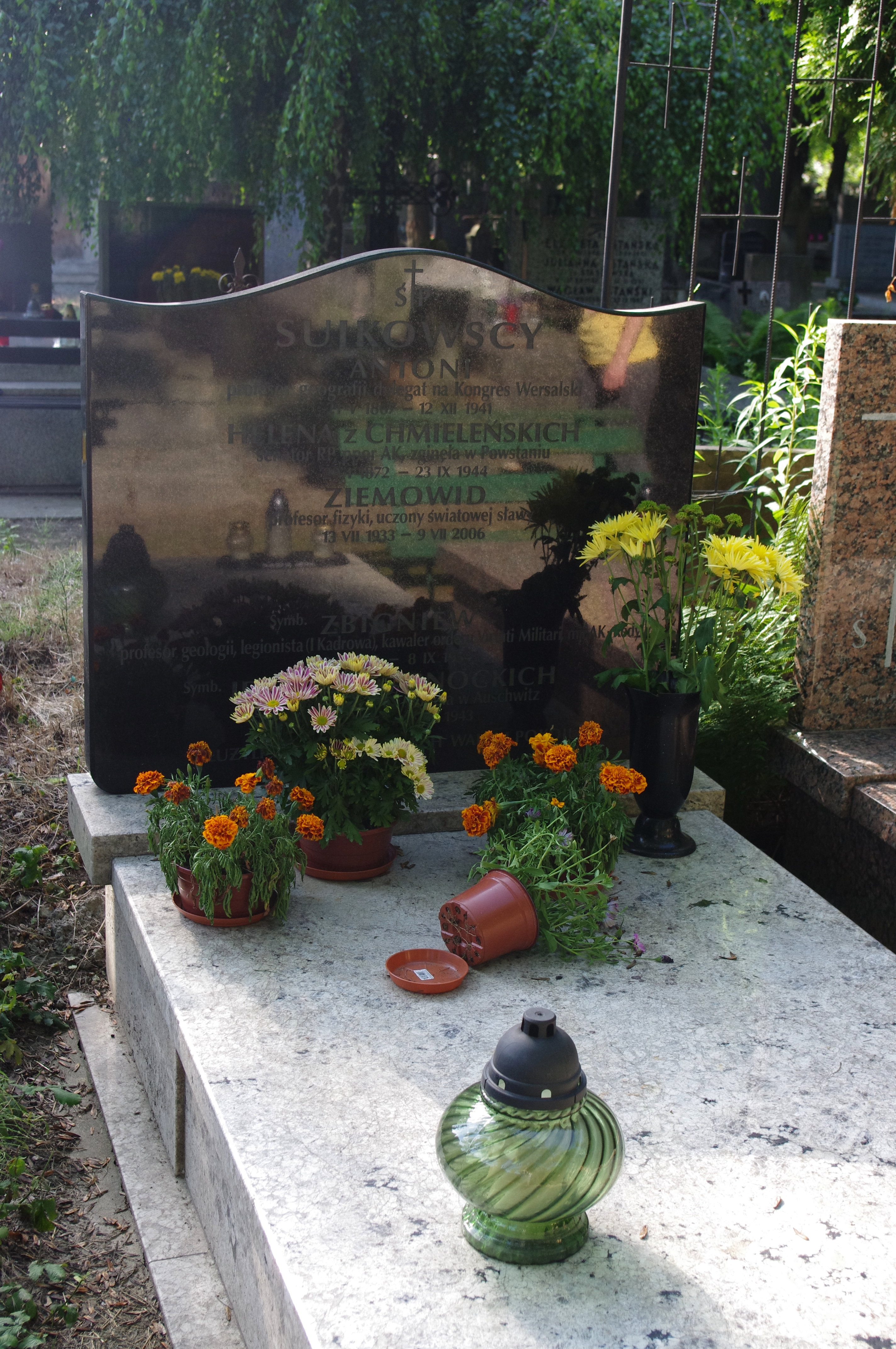
Grób Antoniego Sujkowskiego, Heleny Sujkowskiej i Ziemowida Sujkowskiego na Starych Powązkach w Warszawie

Antoni Sujkowski (ur. 21 maja 1867 w Zakroczymiu, zm. 12 grudnia 1941 w Warszawie) – polski geograf, polityk, minister, autor monografii Geografia ziem dawnej Polski (1918).

## Życiorys
Ukończył Gimnazjum Gubernialne w Płocku, a następnie Wydział Matematyczno-Fizyczny uniwersytetu w Kijowie. Początkowo pracował w przemyśle. W latach 1906–1907 był pierwszym dyrektorem Kaliskiej Szkoły Handlowej. Od 1907 do sierpnia 1916 był dyrektorem Szkoły Handlowej Zgromadzenia Kupców w Będzinie (obecnie I LO im. M. Kopernika). Członek kierownictwa Zjednoczenia Stronnictw Niepodległościowych z ramienia Związku Państwowości Polskiej w 1915 roku. Członek Centralnego Komitetu Narodowego w Warszawie (XI 1916 – V 1917). Po odzyskaniu przez Polskę niepodległości objął stanowisko naczelnika wydziału w Głównym Urzędzie Statystycznym. 
Podczas pierwszego powstania śląskiego wchodził w skład Komitetu Pomocy dla Górnoślązaków. Na konferencji pokojowej w Paryżu w 1919 był ekspertem delegacji polskiej zajmującym się zagadnieniami geograficznymi i etnograficznymi. 
Od 7 lipca 1926 do 30 września 1926 piastował urząd Ministra Wyznań Religijnych i Oświecenia Publicznego w rządach Kazimierza Bartla. 
Naukowo zajmował się zagadnieniami geografii i statystyki. W 1918 opracował pracę Geografia ziem dawnej Polski. Od 1919 wykładał geografię ekonomiczną w Wyższej Szkole Handlowej, a w Szkole Głównej Handlowej także geografię polityczną. Od 1925 do 1940 był członkiem Senatu uczelnianego. W latach 1929–1931 pełnił funkcję rektora Wyższej Szkoły Handlowej, a do 1933 był prorektorem tej uczelni.
Podczas okupacji hitlerowskiej wykładał w konspiracyjnej SGH. 
Był mężem Heleny Sujkowskiej, ojcem Bogusława Sujkowskiego i Zbigniewa Leliwy-Sujkowskiego.
Pochowany na cmentarzu Powązkowskim (kwatera 343-1-5).

## Ordery i odznaczenia
- Krzyż Komandorski Orderu Odrodzenia Polski (10 listopada 1928)[6]